# Птица върху жица
„Птица върху жица“ (на английски: Bird on a Wire) е американска екшън комедия от 1990 г. на режисьора Джон Бедъм, с участието на Мел Гибсън и Голди Хоун.

## Актьорски състав
- Мел Гибсън – Ричард „Рик“ Джармин
- Голди Хоун – Мариан Грейвс
- Дейвид Карадайн – Юджийн Соренсън
- Бил Дюк – Албърт „Дигс“ Диджинс
- Стивън Тоболовски – Джо Уейбум
- Джоан Северанс – Рейчъл Варни
- Джеф Кори – Лу Бърд

## В България
В България филмът е издаден на VHS от Александра Видео на 21 ноември 1994 г.
На 9 декември 2007 г. е излъчен по bTV в неделя от 13:00 ч., а на 21 юни 2008 г. е излъчен отново със същото разписание в събота.
На 28 октомври 2009 г. е излъчен по „Диема 2“ и се излъчват повторения по Нова телевизия.
През 2018 г. е излъчен по каналите на „БТВ Медиа Груп“.
Дублажи
| Преводач            | Златина Тенева                                                                      |
| Озвучаващи артисти  | Даниела Йорданова Мая Кисьова Силви Стоицов Стефан Сърчаджиев-Съра Здравко Методиев |
| Тонрежисьор         | Петър Пейков                                                                        |
| Режисьор на дублажа | Анна Тодорова                                                                       |

| Озвучаващи артисти  | Милена Живкова Нина Гавазова Станислав Димитров Любомир Младенов Христо Узунов |
| Преводач            | Вилма Карталска                                                                |
| Тонрежисьор         | Емил Енев                                                                      |
| Режисьор на дублажа | Михаела Минева                                                                 |